# Communications Earth & Environment
Communications Earth & Environment è una rivista scientifica ad accesso aperto e sottoposta a revisione paritaria, che si occupa di scienze ambientali e planetologia. Fondata nel 2020, è pubblicata dalla casa editrice Nature Portfolio.
La caporedattrice è Heike Langenberg.
Communications Earth & Environment è stata creata come rivista specializzata affiliata a Nature Communications, in seguito all'introduzione nel 2018 di Communications Biology, Communications Chemistry e Communications Physics.

## Indicizzazione
Gli abstract e gli articoli sono indicizzati dai seguenti database bibliografici:
- Astrophysics Data System (ADS)[3]
- Science Citation Index Expanded[4]
- Scopus[5]

Secondo il Journal Citation Reports, nel 2022 la rivista ha ricevuto un fattore di impatto pari a 7,9, collocandosi al 36º posto su 274 riviste nella categoria "Scienze ambientali" e al 10º posto su 201 riviste nella categoria "Geoscienze, multidisciplinare".